# Aichinà
Aichinà (Aighinanus, Agnianus, Anianus, Aighyna, Aeghyna, Aegyna, Aigino, Aichina, Aighinus, Ainandus, Aimandus, Amandus) fou duc de Gascunya, d'origen incert. L'esmenta Fredegari.
Encara que alguns historiadors el consideren un duc franc d'origen saxó la carta d'Alaó (falsa) el fa germà del duc Amand de Gascunya i fills ambdós del duc Serè de Tolosa. El 626 és esmentat com a duc de Saxònia i l'any següent hauria succeït com a duc de Gascunya a Genial a la mort d'aquest. Va reprimir la conjura dels bisbes d'Eauze, Pal·ladi i Sidoc, als que va enviar a l'exili acusat de fomentar la revolta dels vascons i fins i tot d'haver ordenat l'assassinat d'un conseller del rei Caribert II (628-631) al palau de Clichy.
Aichinà no és esmentat després del 628 i se l'ha suposat mort aquest any, però modernament se suposa que seria el mateix que el duc que apareix sota el nom Aighí, i el suposen expulsat de Gascunya per la revolta vascona (vers 635) i retornat a Gascunya per lluitar amb altres senyors francs contra els vascons recuperant el ducat de Gascunya (vers 636) quan és esmentat com a cap dels senyors vascons sotmesos a Dagobert I. Hauria estat duc fins a una època desconeguda.
La figura d'Amand de Gascunya, derivada de la carta apòcrifa d'Alaó, no existeix, i Amand erstaria inspirat en el mateix Aichinà i Aighi, anomenat Amand agafat d'un dels diversos nom donats a aquest duc, el d'Amandus, esmentat per Aimon (i segurament un error del copista per Ainandus o Aimandus). vegeu Amand de Gascunya.

## Nota
1. ↑  del país de Bayeux o pagus Baiocensis, modern Bessin on hi havia colònies saxones